# Čínská ženská volejbalová reprezentace

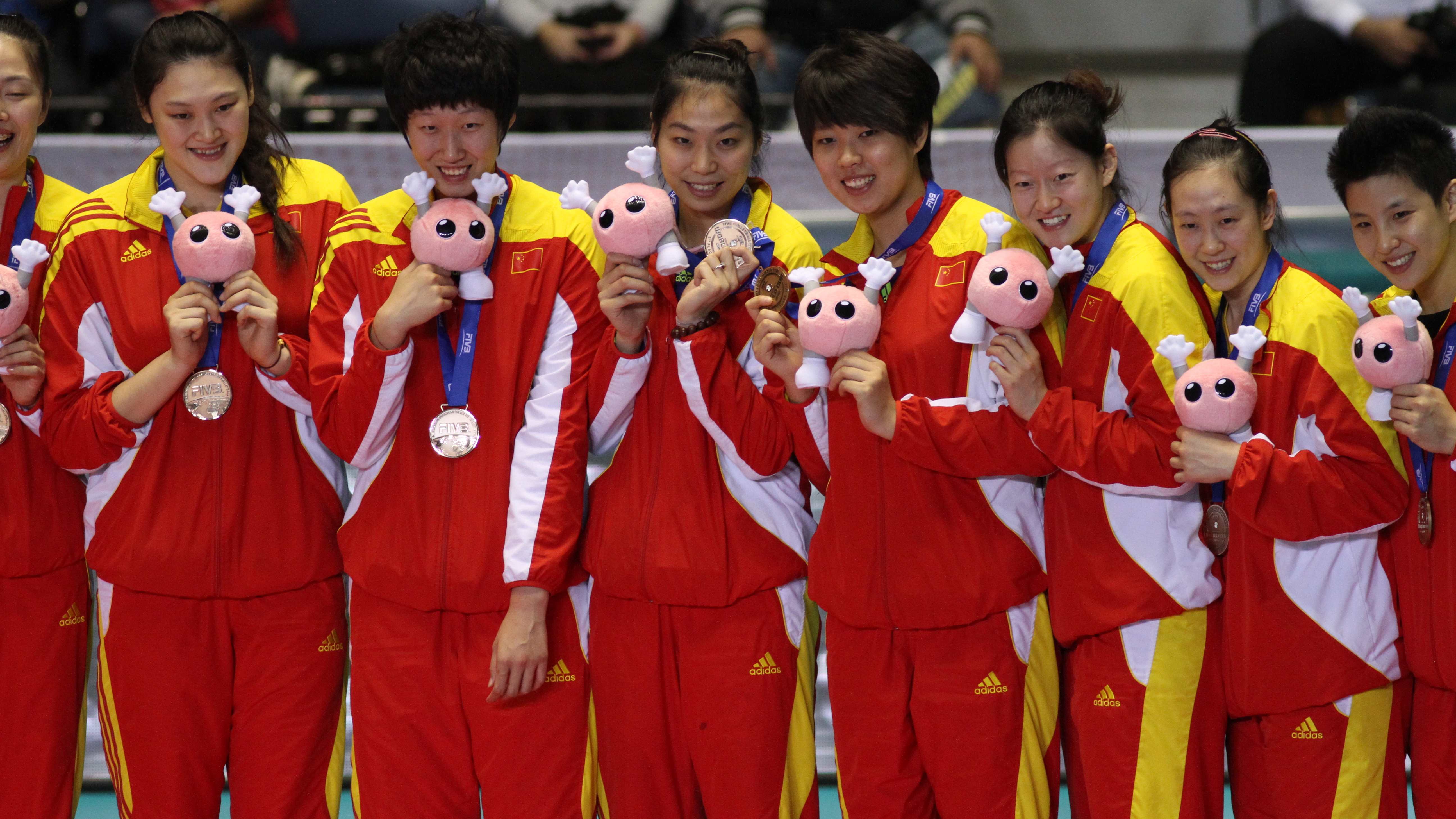
Číňanky na Světovém poháru 2011

Čínská volejbalová reprezentace žen je výběr volejbalistek z Čínské lidové republiky, startující v mezinárodních soutěžích. Zřizuje ho Čínská volejbalová asociace, která je členem Asijské volejbalové konfederace. Číňanky jsou trojnásobnými olympijskými vítězkami a dvojnásobnými mistryněmi světa. V srpnu 2016 byla čínská reprezentace v čele světového žebříčku.

## Historie
Volejbal přinesl do Číny okolo roku 1910 Američan J. Howard Crocker. Rozvoj nastal po druhé světové válce: v roce 1953 vstoupila ČLR do Mezinárodní volejbalové federace a na mezinárodní scéně debutovala na MS 1956 ve Francii. V prvním oficiálním zápase porazily Číňanky Rakousko 3:0 a celkově skončily na šestém místě. Následující období bylo poznamenáno mezinárodní izolací čínského sportu, která měla příčiny jak vnitřní (kulturní revoluce), tak vnější (většina zemí uznávala jako legitimní vládu Číny Čínskou republiku). Největší úspěchy čínských volejbalistek přišly v osmdesátých letech: staly se dvakrát po sobě mistryněmi světa (1982 a 1986), vyhrály také při své olympijské premiéře v Los Angeles 1984. Tyto úspěchy vzbudily v Číně velký ohlas: ženský volejbal byl prvním kolektivním sportem, v němž tato země pronikla do světové špičky a potvrdil tak její rostoucí prestiž ve světě.
Číňanky jsou úřadujícími olympijskými šampiónkami z Rio de Janeira 2016. Tým vedla Lang Pching, která tak jako první žena v historii získala olympijské zlato jako hráčka i jako trenérka.
Čínská ženská volejbalová reprezentace také vyhrála jednou Světovou Grand Prix (2003) a jednou Pohár velkých mistryň (2001), sedmkrát Asijské hry (1982, 1986, 1990, 1998, 2002, 2006, 2010), dvanáctkrát mistrovství Asie ve volejbale žen (1979, 1987, 1989, 1991, 1993, 1995, 1997, 1999, 2001, 2003, 2005, 2011) a pětkrát turnaj Montreux Volley Masters (1990, 2000, 2003, 2007, 2010).

## Mistrovství světa
| Rok/pořádající země        | Účast                            |
| -------------------------- | -------------------------------- |
| MS 1952 Sovětský svaz      | Bez účasti                       |
| MS 1956 Francie            | 6. místo                         |
| MS 1960 Brazílie           | Bez účasti                       |
| MS 1962 Sovětský svaz      | 9. místo                         |
| MS 1967 Japonsko           | Bez účasti                       |
| MS 1970 Bulharsko          | Bez účasti                       |
| MS 1974 Mexiko             | 14. místo                        |
| MS 1978 Sovětský svaz      | 6. místo                         |
| MS 1982 Peru               | Zlatá medaile                    |
| MS 1986 ČSSR               | Zlatá medaile                    |
| MS 1990 Čína               | Stříbrná medaile                 |
| MS 1994 Brazílie           | 6. místo                         |
| MS 1998 Japonsko           | Stříbrná medaile                 |
| MS 2002 Německo            | 4. místo                         |
| MS 2006 Japonsko           | 5. místo                         |
| MS 2010 Japonsko           | 10. místo                        |
| MS 2014 Itálie             | Stříbrná medaile                 |
| MS 2018 Japonsko           | Bronzová medaile                 |
| MS 2022 Nizozemsko, Polsko | 6. místo                         |
| Celkem                     | Účast – 14× · – 2× · – 3× · – 1× |

## Olympijské hry
| Rok/pořádající země     | Účast                            |
| ----------------------- | -------------------------------- |
| LOH 1964 Tokio          | Bez účasti                       |
| LOH 1968 Mexico City    | Bez účasti                       |
| LOH 1972 Mnichov        | Bez účasti                       |
| LOH 1976 Montreal       | Bez účasti                       |
| LOH 1980 Moskva         | Bez účasti                       |
| LOH 1984 Los Angeles    | Zlatá medaile                    |
| LOH 1988 Soul           | Bronzová medaile                 |
| LOH 1992 Barcelona      | 7. místo                         |
| LOH 1996 Atlanta        | Stříbrná medaile                 |
| LOH 2000 Sydney         | 5. místo                         |
| LOH 2004 Athény         | Zlatá medaile                    |
| LOH 2008 Peking         | Bronzová medaile                 |
| LOH 2012 Londýn         | 5. místo                         |
| LOH 2016 Rio de Janeiro | Zlatá medaile                    |
| LOH 2020 Tokio          | 9. místo                         |
| Celkem                  | Účast – 10× · – 3× · – 1× · – 2× |

### Světový pohár
- 1977 — 4. místo
- 1981 — 1. místo
- 1985 — 1. místo
- 1989 — 3. místo
- 1991 — 2. místo
- 1995 — 3. místo
- 1999 — 5. místo
- 2003 — 1. místo
- 2011 — 3. místo
- 2015 — 1. místo